# 大象茶室
大象茶室（Elephant Tea Rooms）是英格兰泰恩-威尔郡桑德兰的一座受II 级保护的历史建筑。该建筑建于1872 -1877年，由建筑师弗兰克·考斯设计，业主为当地茶叶商人罗纳德格·里姆肖。其建筑风格融合了维多利亚时期印度哥特式与威尼斯哥特式风格。这是一个卖点，强调茶叶原产地的异国情调。